# Hematidrose

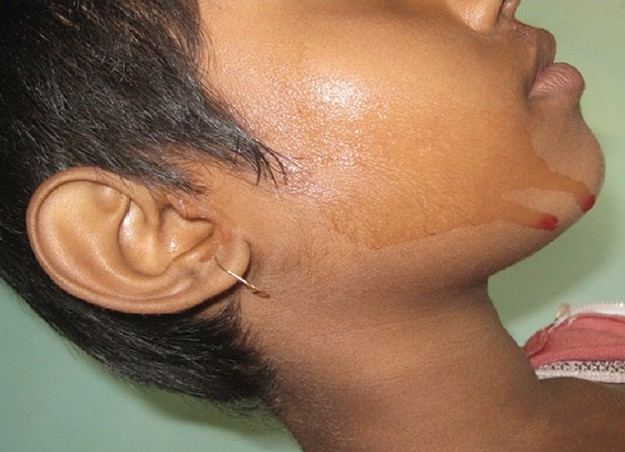
Suor manchado de vermelho (o "suor de sangue") causada pela Hematidrose.

Hematidrose (Também chamado hematohidrose ou hemidrose ou suor de sangue. Do grego haima/haimatos αἷμα, αἵματος, sangue; hidrōs' ἱδρώς sangue) é uma condição muito rara em que um humano sua sangue.
A hematidrose afeta o rosto, as orelhas, o nariz e os olhos, mas na sua  na origem também está um outro fenómeno: as lágrimas de sangue. No caso da jovem, o sangue aparece inesperadamente no seu rosto.
Para já a ciência sabe que este fenómeno do corpo humano está associado a momentos de maior pressão, tensão ou estresse.

De acordo com a Time, o medo e o estresse emocional intenso podem também impulsionar esta condição, pois estes estados emocionais têm um impacto direto nos microvasos sanguíneos das glândulas sudoríparas, que explodem' e dão origem à saída de sangue, em simultâneo com o suor.